# Bộ Ngưu (牛)
Bộ Ngưu, bộ thứ 93 có nghĩa là "trâu" là 1 trong 34 bộ có 4 nét trong số 214 bộ thủ Khang Hy.
Trong Từ điển Khang Hy có 233 chữ (trong số hơn 40.000) được tìm thấy chứa bộ này.

## Tự hình Bộ Ngưu (牛)

Giáp cốt văn
Kim văn
Đại triện
Tiểu triện

## Chữ thuộc Bộ Ngưu (牛)
| Số nét bổ sung | Chữ                              |
| -------------- | -------------------------------- |
| 0              | 牛 牜                            |
| 2              | 牝 牞 牟                         |
| 3              | 牠 牡 牢 牣 牤                   |
| 4              | 牥 牦 牧 牨 物 牪 牫 牬          |
| 5              | 牭 牮 牯 牰 牱 牲 牳 牴 牵       |
| 6              | 牶 牷 牸 特 牺                   |
| 7              | 牻 牼 牽 牾 牿 犁                |
| 8              | 犀 犂 犃 犄 犅 犆 犇 犈 犉 犊 犋 |
| 9              | 犌 犍 犎 犏 犐 犑                |
| 10             | 犒 犓 犔 犕 犖 犗                |
| 11             | 犘 犙 犚 犛                      |
| 12             | 犜 犝 犞 犟                      |
| 13             | 犠                               |
| 15             | 犡 犢 犣 犤 犥 犦                |
| 16             | 犧 犨                            |
| 18             | 犩                               |
| 20             | 犪                               |
| 23             | 犫                               |